# Шпонхајм
Шпонхајм (њем. Sponheim) општина је у њемачкој савезној држави Рајна-Палатинат. Једно је од 119 општинских средишта округа Бад Кројцнах. Према процјени из 2010. у општини је живјело 843 становника. Посједује регионалну шифру (AGS) 7133101.

## Географски и демографски подаци
Шпонхајм се налази у савезној држави Рајна-Палатинат у округу Бад Кројцнах. Општина се налази на надморској висини од 230 метара. Површина општине износи 14,4 km². У самом мјесту је, према процјени из 2010. године, живјело 843 становника. Просјечна густина становништва износи 59 становника/km².

## Међународна сарадња
| Мјесто  | Држава   | Врста сарадње | Од    |
| ------- | -------- | ------------- | ----- |
| Ец      | Аустрија | партнерство   | 1986. |
| Јоши-Чо | Јапан    | партнерство   | 1995. |
| Извор   |          |               |       |